# Алисон Бри
Алисон Бри Шермерхорн (енгл. Alison Brie Schermerhorn; Холивуд, Калифорнија, 29. децембар 1982) америчка је глумица, продуценткиња и сценаристкиња.
Позната је постала по улогама Труди Кемпбел у драмској серији Људи са Менхетна (2007—2015), Ени Едисон у ситкому Заједница (2009—2015), Дајен Нгујен у анимираној хумористичкој серији Боџак Хорсман (2014—2020), и као Рут Вајлдер у комично-драмској серији GLOW (2017—данас), за коју је добила номинације за награду Цеха филмског глумишта и награду Златни глобус за најбољу глумицу - мјузикл или комедију телевизијске серије.